# Garva här!
Garva här! (originaltitel Smack the Pony) är en brittisk sketchkomediserie från 1999–2003 skapad av Victoria Pile och producerad av Talkback (Fremantle) för Channel 4. Serien gick i tre säsonger med totalt 21 avsnitt plus ett par julspecialprogram. Sketcherna skrevs och framfördes huvudsakligen av kvinnor. Seriens huvudskådespelare är Sally Phillips, Doon Mackichan och Fiona Allen med återkommande insatser av Sarah Alexander. Manliga rollfigurer görs av Darren Boyd och Cavan Clerkin. Orlando Bloom och Miranda Hart gör tidiga karriärframträdanden i serien. Amanda Holden var påtänkt som regelbunden medverkande, men hon syns bara i pilotavsnittet. Serien belönades med International Emmy Awards 1999 och 2000.